# 68th Street-Hunter College
68th Street-Hunter College è una fermata della metropolitana di New York situata sulla linea IRT Lexington Avenue. Nel 2019 è stata utilizzata da 6 699 711 passeggeri. È servita dalla linea 6 sempre e dalla linea 4 solo di notte. Durante l'ora di punta del mattino in direzione Manhattan e l'ora di punta del pomeriggio in direzione Bronx fermano anche le corse espresse della linea 6.

## Storia
La stazione fu aperta il 17 luglio 1918. Venne ristrutturata nel 1984.

## Strutture e impianti
La stazione è sotterranea, ha due banchine laterali e due binari. È posta al di sotto di Lexington Avenue e il mezzanino ha quattro ingressi posizionati all'incrocio con 68th Street, di cui uno all'interno dell'Hunter College.

## Interscambi
La stazione è servita da alcune autolinee gestite da NYCT Bus.
- Fermata autobus